# Экельсруд, Ханс
Ханс Э́кельсруд (норв. Hans Økelsrud; род. 1956) — норвежский кёрлингист.

## Биография
В составе мужской сборной Норвегии участник чемпионата мира 1974 (заняли девятое место).
Играл на позиции первого.

## Команды
| Сезон   | Четвёртый | Третий         | Второй       | Первый         | Турниры           |
| ------- | --------- | -------------- | ------------ | -------------- | ----------------- |
| 1973—74 | Шур Лоэн  | Ханс Беккелунн | Мортен Сёгор | Ханс Экельсруд | ЧМ 1974 (9 место) |

(скипы выделены полужирным шрифтом)